# اتان ایبنکس-لندل
اتان ایبنکس-لندل (انگلیسی: Ethan Ebanks-Landell؛ زادهٔ ۱۶ دسامبر ۱۹۹۲) بازیکن فوتبال اهل بریتانیا است.
از باشگاه‌هایی که در آن بازی کرده‌است می‌توان به باشگاه فوتبال ولورهمپتون واندررز و باشگاه فوتبال بری اشاره کرد.